# Hubenov
Hubenov (deutsch Steindorf) ist eine Gemeinde in Tschechien. Sie liegt neun Kilometer westlich des Stadtzentrums von Jihlava und gehört zum Okres Jihlava.

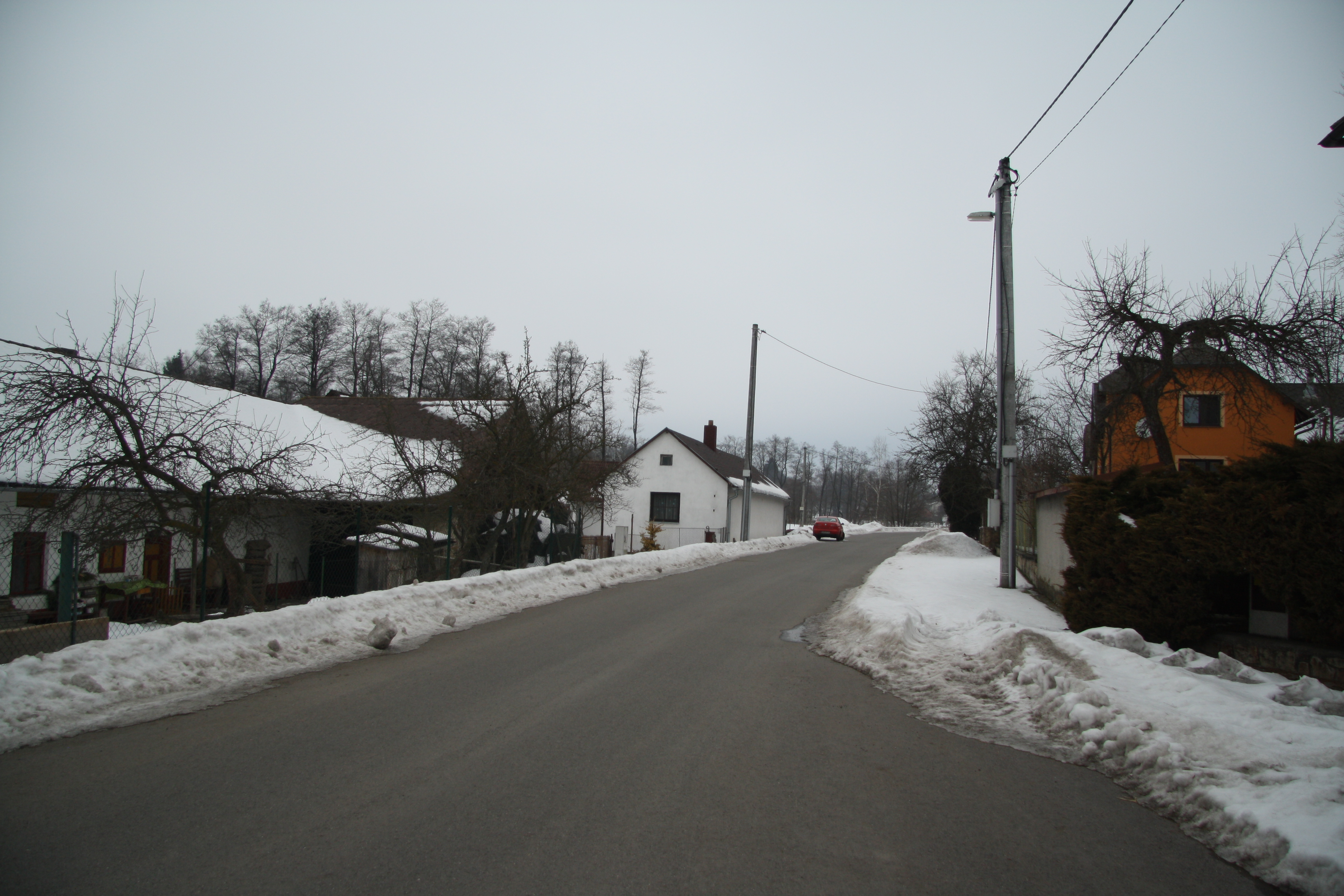
Ortsansicht

## Geographie
Hubenov erstreckt sich rechtsseitig des Baches Jedlovský potok in der Böhmisch-Mährischen Höhe. Östlich liegt das Tal des Maršovský potok mit der Talsperre Hubenov. Nordöstlich erhebt sich der U svatého Antonína (Antoniberg, 629 m) und im Osten der Pekelský vrch (Wolfsgrubenberg, 579 m).
Nachbarorte sind Ježená im Norden, Vyskytná nad Jihlavou, Nový Rounek und Rounek im Nordosten, Pekelský Mlýn und Hosov im Osten, Dvorce im Südosten, Kostelecký Dvůr, Kostelec, Klepák und Cejle im Süden, Mirošov im Südwesten, Jedlov im Westen sowie Zbuzany, Boršov, Dušejov und Maršov im Nordwesten.

## Geschichte
Der Ort entstand während der Kolonisation der böhmischen Grenzgebiete zu Mähren durch das Seelau mit deutschen Siedlern. Die erste schriftliche Erwähnung von Steindorf erfolgte im Jahre 1366. Die Bewohner von Steindorf, das auch als Hladow bezeichnet wurde, lebten von der Weidewirtschaft. Südöstlich von Steindorf entstanden später der Schwammenhof und eine gleichnamige Ansiedlung, die in tschechischsprachigen Urkunden als Hubenow bezeichnet wurden. Die während der Hussitenkriege verwaisten Seelauer Klostergüter übergab König Sigismund 1436 mit Einverständnis des nach Iglau geflüchteten Abtes dem Schutz und der Verwaltung Nikolaus Trčka von Lípas. Nachdem Georg von Podiebrad den Klosterbesitz 1458 den Trčka von Lípa auch in der Landtafel zugeschrieben hatte, entstand die Herrschaft Stöcken. 1599 verkaufte Christoph Jaroslaw Trčka von Lípa das Dorf Hladow / Steindorf und den Hof Hubenow / Schwammenhof für 600 Schock an die Stadt Iglau. Im Laufe der Jahre erhielt das alte Dorf die Bezeichnung Alt Steindorf und der Schwammenhof wurde als Neu Steindorf bezeichnet. Beide Orte befanden sich bis 1848 im Besitz Iglauer Bürger. Sie gehörten zur Iglauer Sprachinsel und waren überwiegend von Deutschen bewohnt.
Nach der Aufhebung der Patrimonialherrschaften bildeten Alt und Neu Steindorf sowie Höfen und Jesau ab 1850 die Gemeinde Steindorf / Hubenov im Bezirk Polná. 1878 wurde Steindorf dem Bezirk Deutschbrod zugeordnet. In den 1880er Jahren wurde Höfen und nach 1900 auch Jesau eigenständig. Nach dem Zweiten Weltkrieg wurden die deutschen Bewohner vertrieben. 1949 wurde die Gemeinde dem Okres Jihlava-okolí zugeordnet und seit 1961 gehört sie zum Okres Jihlava. 1953 gründete sich die Freiwillige Feuerwehr. In den 1960er Jahren entstanden in Starý Hubenov neue Wohnhäuser, in den 1970er Jahren erfolgte dies auch in Nový Hubenov.

## Ortsgliederung
Für die Gemeinde Hubenov sind keine Ortsteile ausgewiesen. Hubenov besteht aus den Ansiedlungen Nový Hubenov (Neu Steindorf) und Starý Hubenov (Alt Steindorf) und dem Hof Pančava (Schwammenhof).

## Sehenswürdigkeiten
- Tafel mit Malteserkreuz, aus dem 17. Jahrhundert, im Wald östlich des Ortes
- Steinerne Tafel mit dem Relief eines Kreuzes und einer Hacke sowie einer unleserlichen deutschen Inschrift und der Zahl 6.
- Stausee Hubenov, die Trinkwassertalsperre von Jihlava hat eine Wasserfläche von 60 ha.